# 南 (流山市)
南（みなみ）は千葉県流山市にある地名。郵便番号は270-0124。

## 地理
流山市の中部に位置する。地域内に常磐自動車道流山ICの一部がある、緑の色濃い地域である。
東は上新宿、西は吉川市半割・三輪野江、南は谷、北は北・小屋と接している。

## 歴史

### 沿革
- 1869年（明治2年）　葛飾県葛飾郡南村となる。
- 1871年（明治4年）　廃藩置県により印旛県葛飾郡南村となる。
- 1873年（明治6年）　県の統合及び、郡の分割により千葉県東葛飾郡南村となる。
- 1889年（明治22年）　東葛飾郡大畔村、小屋村、下花輪村、北村、桐ケ谷村、谷村、上貝塚村、上新宿村、上新宿新田、平方村、平方村新田、平方原新田、中野久木村、深井新田、東深井村、西深井村と合併し、東葛飾郡新川村大字南となる。
- 1951年（昭和26年）4月1日　流山町、八木村と合併し、東葛飾郡江戸川町大字南となる。
- 1952年（昭和27年）1月1日　江戸川町が流山町に改称。東葛飾郡流山町大字南となる。
- 1967年（昭和42年）1月1日　市制施行により、流山市大字南となる。

## 世帯数と人口
2017年（平成29年）11月1日現在の世帯数と人口は以下の通りである。
| 大字 | 世帯数 | 人口  |
| ---- | ------ | ----- |
| 南   | 98世帯 | 222人 |

## 小・中学校の学区
市立小・中学校に通う場合、学区は以下の通りとなる。
| 番地 | 小学校             | 中学校             |
| ---- | ------------------ | ------------------ |
| 全域 | 流山市立新川小学校 | 流山市立北部中学校 |

## 施設
- 常磐自動車道流山IC